# Villalba de la Loma
Villalba de la Loma és un municipi de la província de Valladolid a la comunitat autònoma espanyola de Castella i Lleó. El 2023 tenia 62 habitants.